# حسام الدين جمعة
حسام الدين جمعة وهو قائد عسكري وسياسي عراقي شغل منصب وزير الدفاع في فترة خلال عام 1952م، وكان أحد المؤسسين لدولة العراق الحديث بعد انهيار الدولة العثمانية.

## ولادته ونشأته
ولد حسام الدين في بغداد عام 1316هـ/ 1898م، ودرس القراءة والكتابة في الكتاتيب ثم أكمل دراسته الأولية، والتحق بالمدرسة الحربية العسكرية في إسطنبول وتخرج ضابطا في صنف المدفعية في الجيش العثماني، وكان يجيد اللغة التركية بالإضافة للغة العربية، واشترك في الحرب العالمية الأولى، وبعد سقوط الدولة العثمانية إلتحق بالملك فيصل الأول في سوريا وحصل خلال عمله على وسام الاستقلال من الحكومة العربية في دمشق عام 1920م، وكان الملك فيصل الأول ملكا على سوريا.
وبعدها رجع للعراق والتحق بالجيش العراقي في بداية تأسيسه عام 1921م، وعين بمنصب معاون مدير الشرطة العراقية ثم رقي إلى منصب مدير الشرطة العراقية، وبعدها عين بمنصب مدير عام للسجون في عام 1932م، ثم أمينا للعاصمة بغداد، وبعدها نقل إلى لواء كركوك وعين متصرفا للواء، وفي 5 تشرين الأول 1937م نقل إلى الموصل وعين بمنصب متصرف لواء الموصل. وفي تموز من عام 1952 عين وزيرا للدفاع في وزارة مصطفى العمري كما تقلد منصب وزير الداخلية في وزارة جميل المدفعي عام 1953 ولقد انتخب نائبا عن لواء بغداد في مجلس النواب عام 1957م. 